# Riggerding
Riggerding je část obce Schöllnach v okrese Deggendorf v Dolním Bavorsku. Tvořila samostatnou obec až do roku 1972.

## Poloha
Riggerding se nachází v Bavorském lese, přibližně čtyři kilometry severovýchodně od Schöllnachu a zhruba tři kilometry západně od Zentingu.

## Pamětihodnosti
- Farní kostel svatého Josefa byl postaven v letech 1901 až 1904 pod vedením architekta Johanna Schotta v novorománském stylu.

## Galerie

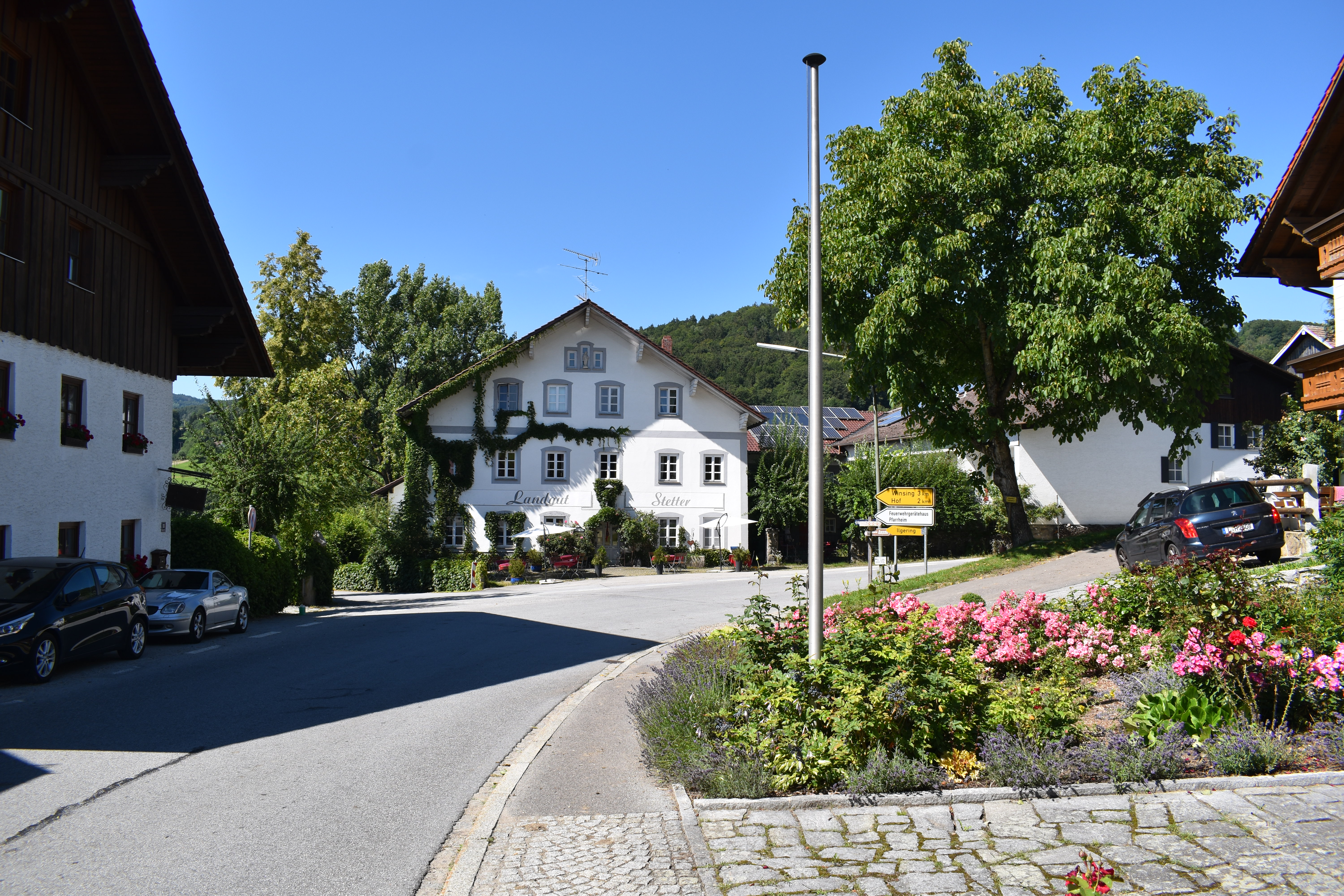
Hlavní silnice
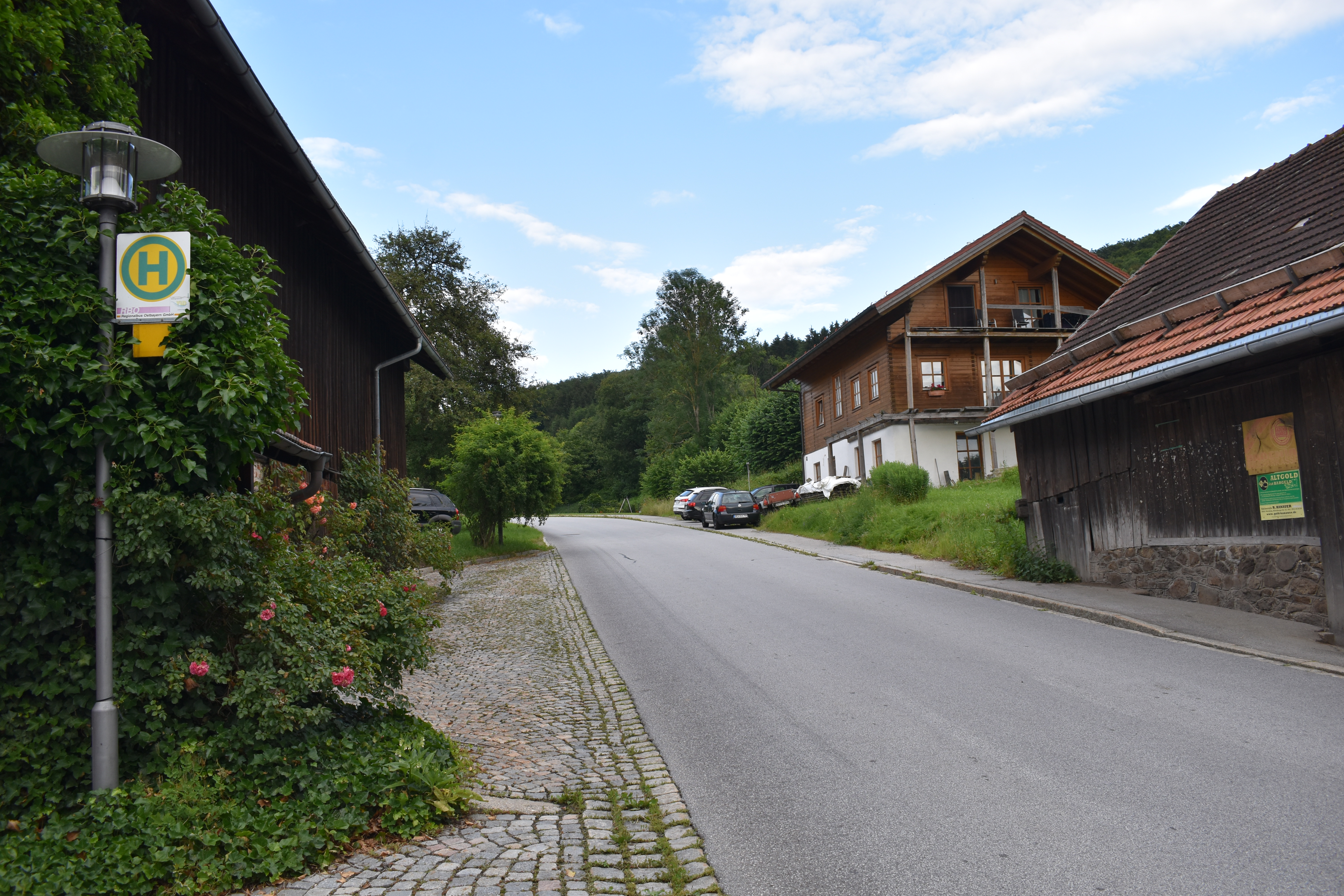
Hlavní silnice do Zentingu
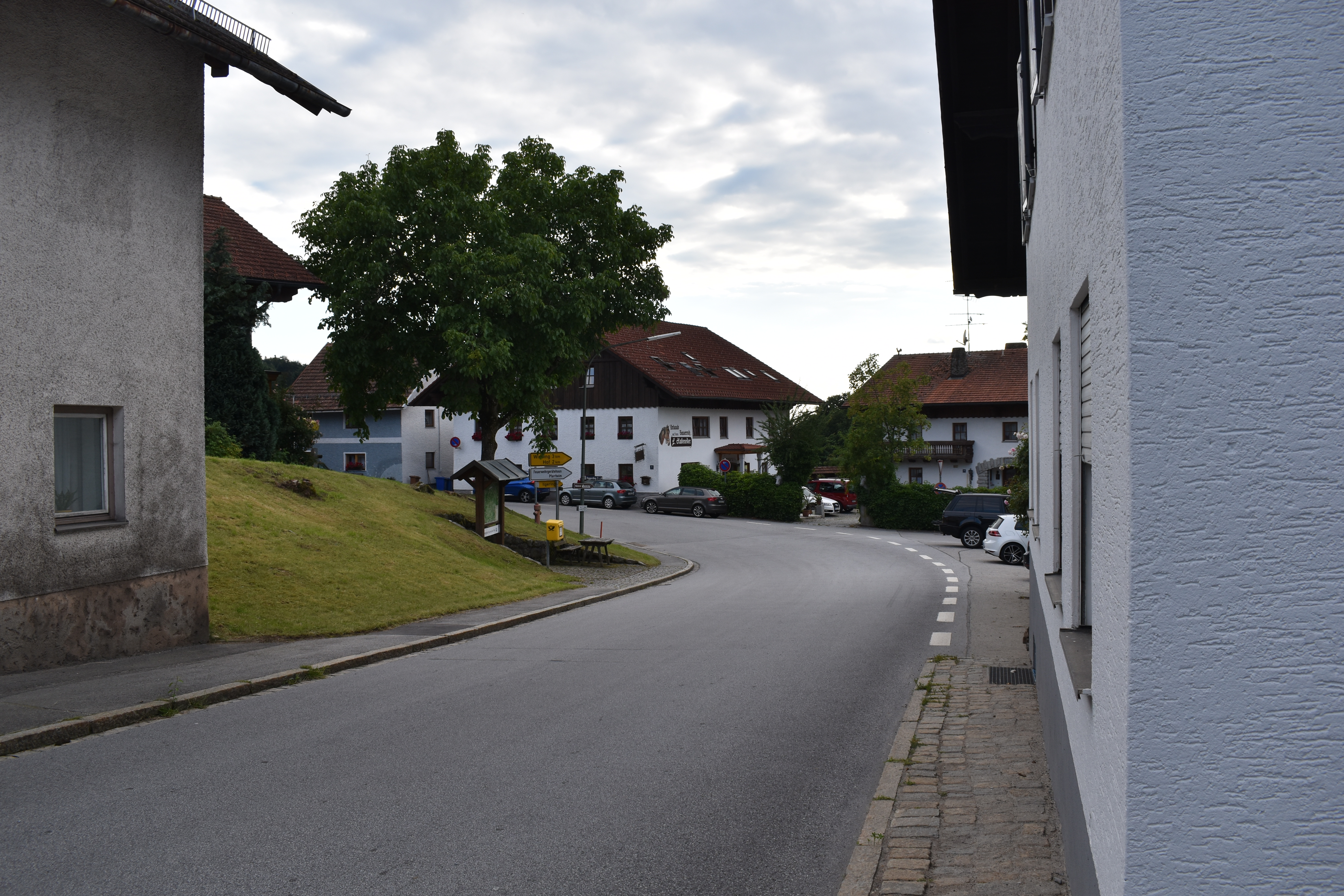
Hlavní silnice do Schöllnachu
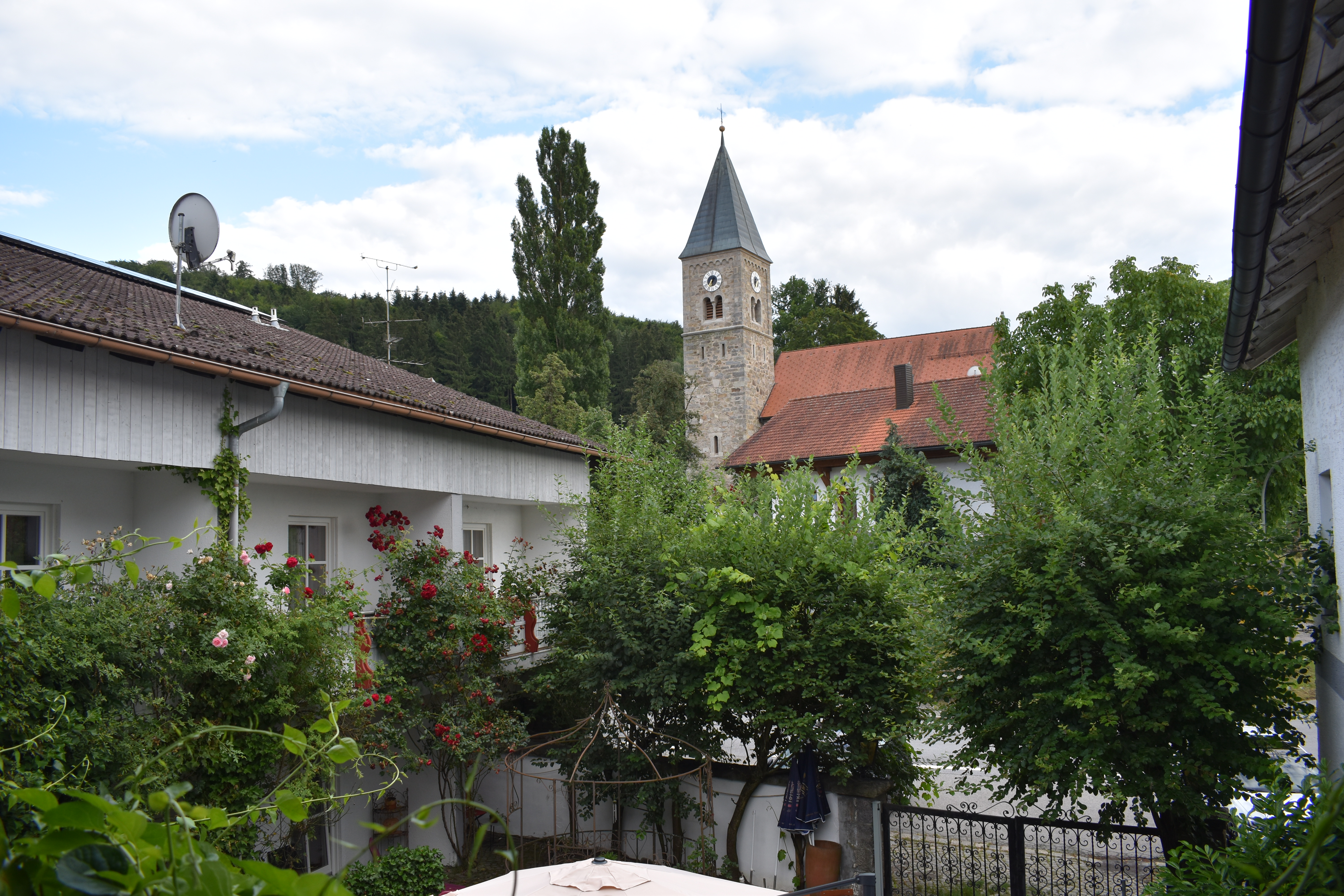
Farní kostel